# Nicolas Hajj
Nicolas Hajj BS (* 30. Juni 1907 in Machgara, Libanon; † 12. Januar 1995) war Melkitisch Griechisch-Katholischer Erzbischof von Banyas.
Nicolas Hajj wurde am 1. April 1934 zum Ordenspriester der Melkitischen Basilianer vom Heiligsten Erlöser geweiht. Am 30. Juli 1965 erfolgte die Ernennung zum Erzbischof pro hac vice und Weihbischof im Melkitischen Patriarchat von Antiochien sowie zum Titularerzbischof von Damiata dei Greco-Melkiti. Am 9. September 1965 spendete ihm der Patriarch von Antiochien, Erzbischof Maximos IV. Sayegh SMSP, die Bischofsweihe. Mitkonsekratoren waren die Erzbischöfe Pierre Kamel Medawar SMSP und Néophytos Edelby BA.
Am 3. November 1984 wurde Nicolas Hajj zum Erzbischof von Banyas im Libanon berufen. Altersbedingt wurde er am 18. September 1985 emeritiert. Vom 14. September bis 8. Dezember 1965 war er Teilnehmer an der Vierten Sitzungsperiode des Zweiten Vatikanischen Konzils. Erzbischof Hajj war Mitkonsekrator bei den Erzbischöfen Saba Youakim BS, Denys Gaith BC, François Abou Mokh BS, Jean Mansour SMSP, Ignace Raad und André Haddad BS.